# Coupe du Maroc de football 2018-2019
Navigation
Coupe du Trône 2017-2018 Coupe du Trône 2019-2020
La Coupe du Trône 2018-2019 est la 63e édition de la Coupe du Trône de football.
Le tenant du titre est le RS Berkane.
La finale est disputée entre le Hassania d'Agadir et le Tihad AS, qui remporte le premier trophée de son histoire et se qualifie pour la Coupe de la confédération.

## Seizièmes de finale
Voici le calendrier de cette édition.
| Match | Équipe 1             | Résultat        | Équipe 2            |
| ----- | -------------------- | --------------- | ------------------- |
| 1     | RC Oued-Zem          | 3 - 0           | JS Kasbat Tadla     |
| 2     | OC Safi              | 0 - 1           | DH El Jadida        |
| 3     | US d'Oujda           | 2 - 2 (2-4 tab) | IZ Khémisset        |
| 4     | AS Salé              | 2 - 0           | Fath Ouislane       |
| 5     | CA Khénifra          | 2 - 2 (5-4 tab) | RS Berkane          |
| 6     | Raja CA              | 2 - 3           | RCA Zemamra         |
| 7     | HUS Agadir           | 1 - 0           | CAY Berrechid       |
| 8     | Olympique Dcheira    | 1 - 1 (4-3 tab) | OC Khouribga        |
| 9     | Nasma Sportif Séttat | 1 - 1 (3-4 tab) | JS Soualem          |
| 10    | CR Al Hoceima        | 1 - 3           | IR Tanger           |
| 11    | Racing AC            | 2 - 1 a. p.     | Raja de Béni Mellal |
| 12    | Tihad AS             | 3 - 1 a. p.     | KAC Marrakech       |
| 13    | US Touarga           | 3 - 2 a. p.     | Wydad de Fes        |
| 14    | Fath US              | 1 - 0           | MC Oujda            |
| 15    | MA Tétouan           | 1 - 0           | SCC Mohammedia      |
| 16    | Wydad AC             | 1 - 3           | AS FAR              |

## Phases finales

### Huitièmes de finale
| Match | Équipe 1    | Résultat        | Équipe 2          |
| ----- | ----------- | --------------- | ----------------- |
| 1     | US Touarga  | 0 - 1           | IZ Khémisset      |
| 2     | Tihad AS    | 2 - 1 a. p.     | Olympique Dcheira |
| 3     | CA Khénifra | 2 - 1           | RCA Zemamra       |
| 4     | RC Oued-Zem | 2 - 0           | JS Soualem        |
| 5     | MA Tétouan  | 1 - 1 (4-3 tab) | Racing AC         |
| 6     | IR Tanger   | 1 - 0 a. p.     | Fath US           |
| 7     | AS FAR      | 0 - 1           | DH El Jadida      |
| 8     | HUS Agadir  | 1 - 0           | AS Sale           |

### Quarts de finale
| Match | Équipe 1     | Résultat    | Équipe 2     |
| ----- | ------------ | ----------- | ------------ |
| 1     | IR Tanger    | a. p. 0 - 1 | HUS Agadir   |
| 2     | Tihad AS     | 4 - 2       | IZ Khémisset |
| 3     | MA Tétouan   | 4 - 1       | RC Oued-Zem  |
| 4     | DH El Jadida | 3 - 0       | CA Khénifra  |

### Demi-finales
| Match | Équipe 1     | Résultat    | Équipe 2   |
| ----- | ------------ | ----------- | ---------- |
| 1     | DH El Jadida | a. p. 0 - 1 | Tihad AS   |
| 2     | HUS Agadir   | 3 - 0       | MA Tétouan |

### Finale
| Entraîneur :    |
| Noureddine Arid |

| Entraîneur :         |
| Miguel Angel Gamondi |

| Entraîneur :    |
| Noureddine Arid |

| Entraîneur :         |
| Miguel Angel Gamondi |